# Stilovi tetoviranja
Stilovi tetoviranja nisu baš lako podeljivi iz razloga što se mnogi međusobno dopunjuju i kombinuju. Pored toga postoje razni motivi i drugačiji načini izvođenja istih, koje ne možete svrstati ni u jedan poznati stil.

## Tribali
Skraćeni naziv za vrstu tetoviranja koja je doživela ogromnu popularnost u Sjedinjenim Američkim Državama i Evropi početkom devedesetih godina, a koja je inspirisana tradicionalnom umetnošću tetoviranja domorodaca pacifičkih ostrva kao što su plemena Iban, Kayan i Dijak sa Bornea, domoroci sa Havaja, Samoe i Polinezije.

## Haida
Munjevite zmije, kit koji jede grom ptice, dvoglave morske zmije i životinje koje se transformišu u ljude nalaze se među nekim od najživopisnijih stvorenja koja su ukrašavala tela, domaćinstvo kao i ceremonijalne posede Indijanaca sa severozapadne obale Amerike. Dinamična slikovitost ovih naroda, izražena u stilu koliko ritmičnom i tečnom toliko i tako složenom, stvorila je jednu od najizvanrednijih svetskih umetničkih tradicija. To je umetnost sa vitalnošću i dubokim značenjem za one koji pripadaju njenoj kulturi.

## (keltska tetovaža)
Keltske tetovaže se, naravno, baziraju na tradicionalnim keltskim motivima. Obično one predstavljaju komplikovane međusobno prepletene linije, često u formi venaca oko ruke, ali isto tako i u vidu krstova ili raznih životinja. Neke aspekte keltskih motiva u tetoviranju su usvojili neonacisti, ali one nisu nužno simbol ove ideologije.

## (stara škola tetoviranja)
Stara škola tetoviranja podrazumeva crteže oivičene debelim linijama, izraženo crno senčenje, ograničen izbor osnovnih boja i klasične motive kao što su: crni panteri, srca, bodeži, pinap devojke i ruže. Glavna poenta ovog stila je što ljudi koji ih nose žele da im slike izgledaju staro, ali u isto vreme žele da su kvalitetno urađene.

## (Tanka linija)
Delikatne skice, često veoma detaljne. Uspeh gotove tetovaže velikim delom zavisi od umetnikovog korišćenja negativnog prostora, i njegovog ili njenog uzdržavanja od dodavanja još detalja.

## (realistične)
Fotografski kvalitet rada, obično portreti dragih osoba, omiljene životinje, ratnici, poznate ličnosti i slično ili scene iz prirode. Slike uzete sa fotografija, najbolje radi neko ko može da stvori realnu fotografsku sliku. Obično se radi crnom i sivom bojom.

## (biomehanika)
Biomehanika se zasniva uglavnom na motivima iz tema naučne fantastike. Najpoznatiji stvaralac i neko ko ima najviše udela u ovom stilu je zasigurno Hansa Rudolfa Gigera, autor (Osmog putnika). Izgled i konstrukcije svemirskih brodova se često viđaju na ovim tetovažama pretvorene u deo mehanizma koji viri kroz procep na koži.

## Grebač ()
Loše urađena ili izgrebana odnosi se na neprofesionalne tetovaže. Zatvorske tetovaže i tetovaže bandi spadaju u ovu kategoriju, rad koji je najverovatnije urađen sa jednom iglom, često šivaćom ili sa špenadlom, umočenom u tuš i zatim izbockana na sopstvenu ili kožu prijatelja.

## – Rokabili
Kola, ključevi, svećice, volani, zupčanici, klipovi, motori, plamen, tanke pruge, Beti, pinap, točkovi, kamioni ....

## (slobodna ruka)
Kao što sam naziv kaže to su tetovaže rađene slobodnom rukom. Pod tim se podrazumeva da se tetovaža radi bez pomoći preslikača. Ovaj stil je jedan od najcenjenijih kod tatu majstora. Najčešće se koristi i radi kada su u pitanju prepravke starih tetovaža ili kada se više slika pozadinom spaja u jednu. Morate imati u vidu da kada vam neko dopusti da mu radite ovaj tip tetovaže na čistoj koži, poklonio vam je svoje poverenje, ali i morate biti svesni svojih istinskih mogućnosti da uspešno realizujete tako nešto, jer nema brisanja. Za uspešne slike ovog stila su potrebne i godine iskustva.

## (pisanje slova)
Ovaj stil predstavljaju tetovaže, odnosno slova koja nose određene poruke, inicijale ili imena i poprilično je popularan. Mnogi kroz ovaj stil tetoviranja vide način da ljudima oko sebe pošalju konkretnu poruku ili pak da iskažu ljubav, osećanja ili pripadnost nekoj grupi. Često se kombinuje sa drugim stilovima.

## Stil tetoviranja baziran na azijatskom slovnom sistemu
Jedan od trenutno najpopularnijih oblika tetovaže su kanji tetovaže. To su tetovaže raznih ideografskih azijskih slovnih sistema, i često ih tetoviraju majstori za tetovažu koji uopšte ne razumeju njihovo značenje. Kao rezultat toga, mnogi ljudi se šetaju unaokolo noseći na sebi tetovažu koja ima potpuno drugačije značenje od onoga što oni misle. Konačno, majstori tetovaže nemaju baš visoko mišljenje o ljudima koji nose  kanji  tetovaže jer to su uglavnom ljudi koji ih biraju zato što lepo izgledaju a ne zbog njihovog značenja.

## Orijentalni stil
Ovaj stil tetoviranja se više bavi pristupom nego temom. On koristi celo telo kao slikarsko platno, pre nego zapadni pristup dodavanja tetovaže. Orijentalni stil obično u dizajne inkorporiše kovitlajuće obrasce i figure iz istočnjačke mitologije.

## Tebori
Tebori predstavlja tradicionalni način japanskog ručnog tetoviranja. Mnogi majstori tetovaže cene tebori zbog toga što je tom vrstom tetoviranja moguće postići mnogo bolje senčenje nego sa mašinicom.

## Irezumi
Irezumi predstavlja japanski naziv za tetoviranje. Nastala je od korena glagola ireru, koji znači  umetnuti, i imenice sumi, koja znači  crno mastilo .
I u Japanu i na zapadu mnogi koriste reč trezumi za klasično tetoviranje, mada to tehnički nije tačno. Irezumi se odnosi na Edo period kada je tetovaža bila praktikovana kao kazna za krivično delo.

## Moko
Moko ili mokomokai je facijalna tetovaža Maora sa Novog Zelanda, ali se u današnjem svetu svaka tetovaža na licu pogrešno naziva moko. Prvobitno je tetovirana kao znak inicijacije i kod muškaraca i kod žena. Poglavice su tetovirale moko kao znak primirja. Žene su nosile male moko tetovaže na bradi.